# Schulhaus (Grombach)

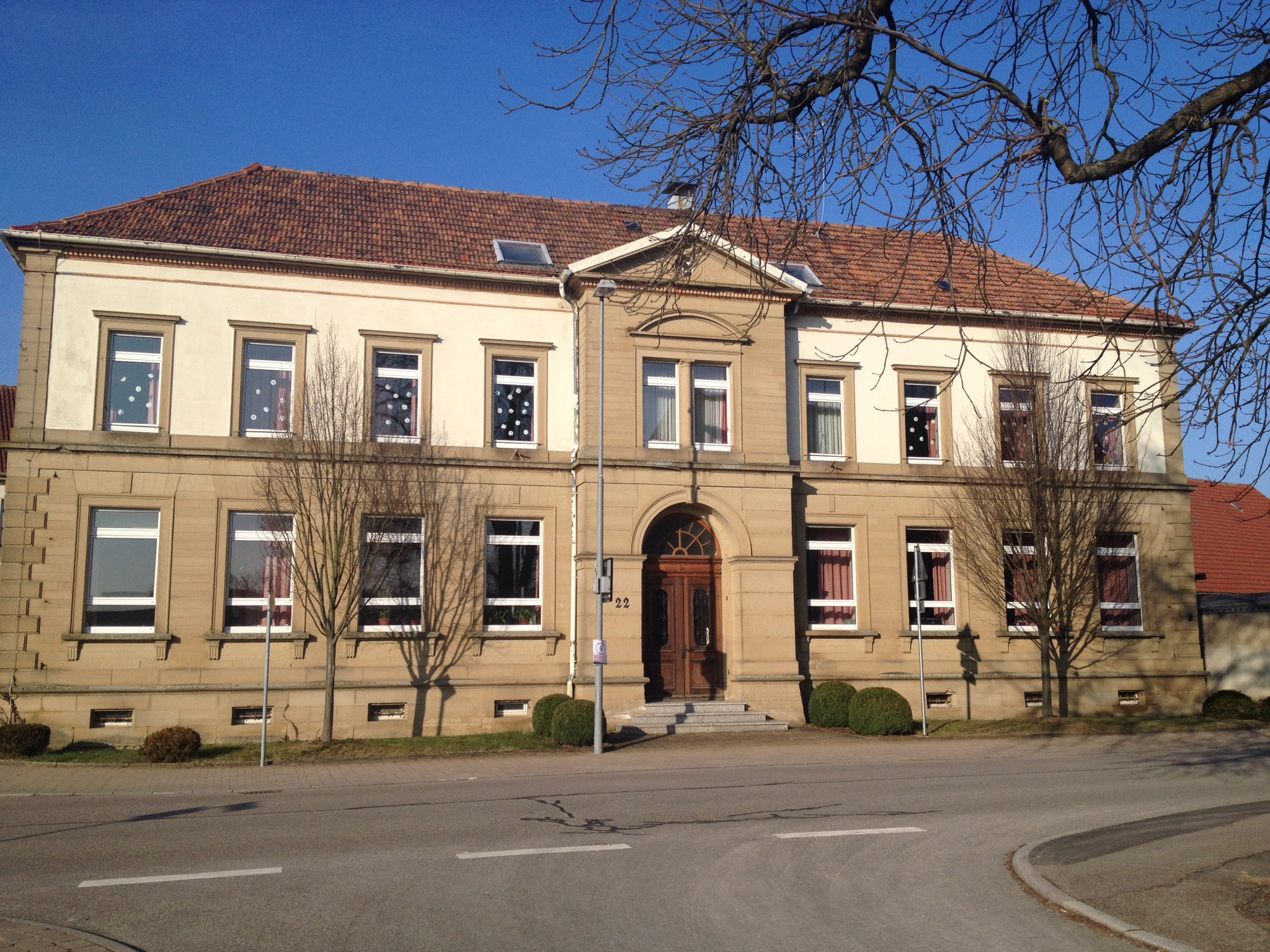
Schulhaus in Grombach

Das Schulhaus in Grombach, einem Stadtteil von Bad Rappenau im Landkreis Heilbronn im nördlichen Baden-Württemberg, wurde 1888/89 errichtet. Bis 1966 befand sich darin eine achtklassige Volksschule, danach bis 1974 eine selbstständige Grundschule, die dann erst der Grund- und Hauptschule in Kirchardt und 1984 der Grund- und Hauptschule in Bad Rappenau angegliedert wurde. Seit 1991 ist die Grundschule in Grombach wieder eine selbstständige Schule.

## Geschichte

### Frühes Schulwesen in Grombach
Eine Schule in Grombach ist mit der Nennung eines Schulmeisters seit 1549 belegt. Zu jener Zeit handelte es sich noch um einen protestantischen Schulmeister, da Grombach zur Zeit der Reformation protestantisch geworden war. Nach mehrmaligem Wechsel der Ortsherrschaft wurde das im Dreißigjährigen Krieg nahezu entvölkerte Grombach durch die Ansiedlung von Katholiken durch die inzwischen katholische Ortsherrschaft überwiegend katholisch, so dass es am Ort ein katholisches Schulhaus und katholische Lehrer gab. Um 1700 kam Grombach wieder in den Besitz der damals lutherischen Herren von Venningen, so dass sich bald auch wieder Protestanten dort niederließen und spätestens seit der Mitte des 18. Jahrhunderts Konfessionsschulen beider Religionen in Grombach bestanden. 1777 verordnete Carl Philipp von Venningen die allgemeine Schulpflicht in den Venningenschen Orten. Die katholische Schule befand sich in einem gemeindeeigenen Gebäude im Bereich des heutigen Pfarrgartens, das bis 1850 auch als Rathaus diente. Die lutherische Schule erhielt 1793 ein neues Schulhaus gegenüber dem Gasthaus Ochsen.

### Planung und Bau der Schule

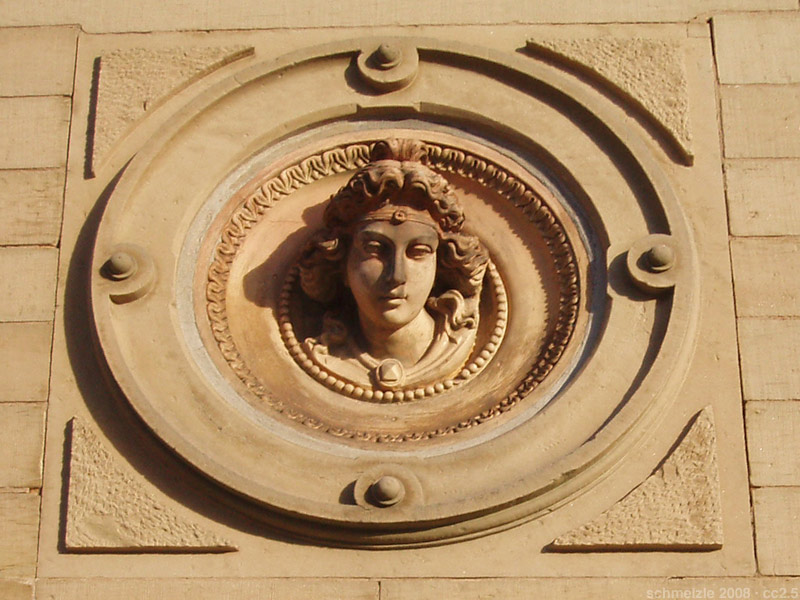
Relief mit der Göttin Freya an der Westfassade

Nach dem Übergang Grombachs an Baden zu Beginn des 19. Jahrhunderts teilt das Schulwesen in Grombach die allgemeine Entwicklung des badischen Schulwesens. Das Schulpatronat ging von den vorherigen Ortsherren auf den Staat über, die örtliche Schulaufsicht von den Pfarrern auf ein bürgerliches Kontrollgremium. 1868 wurde die Schulpflicht auf acht Jahre ausgedehnt und 1876 wurden die konfessionell ausgerichteten Schulen zu Simultanschulen vereinigt. In der katholischen Schule in Grombach wurden damals rund 120 Schüler unterrichtet, in der evangelischen Schule rund 30 Schüler, darunter auch sechs bis acht Juden aus der Jüdischen Gemeinde Grombach. Da das katholische Schulhaus schon länger kaum mehr ausreichte, war an eine Zusammenlegung aller Schüler in diesem Gebäude nicht zu denken. Stattdessen erstellten die Gemeinde und die Schulbehörde 1887 Pläne für einen großzügigen Schulhausneubau. Die Herren von Venningen stellten ein Grundstück nahe dem einstigen Schlossgarten von Schloss Grombach für den Neubau zur Verfügung, wo im Frühjahr 1888 mit den Bauarbeiten begonnen wurde. Nach mehr als einjähriger Bauzeit wurde die Schule am 13. Juni 1889 feierlich eingeweiht.
In der näheren Umgebung war Grombach nach Kirchardt, Ehrstädt und Helmstadt erst der vierte Ort mit einem neuzeitlichen Volksschulhaus. Das alte katholische Schulhaus wurde schon 1891 abgerissen und an seiner Stelle entstand der Pfarrgarten des katholischen Pfarrhauses, das evangelische Schulhaus wurde verkauft und noch längere Zeit als Wohn- und Geschäftshaus genutzt, bevor es zugunsten eines Neubaus auch abgerissen wurde.
Im Schuljahr 1889/90 besuchten 185 Schüler die Schule. Klassenzimmer waren anfangs lediglich im Untergeschoss, während im Obergeschoss zwei Lehrerwohnungen eingerichtet waren. Hinter der Schule befanden sich mehrere Ställe und Scheunen, die ebenso wie die zugehörigen Nutzflächen aus 417 Ar Ackerland, 42 Ar Wiesen und 8 Ar Garten vom jeweiligen Hauptlehrer bewirtschaftet wurden. Der erste Hauptlehrer an der Schule war Albert Klippstein († 1921), der bis 1912 unterrichtete. Ihm folgte erst Heinrich Geiger und ab 1933 Karl Götz. Als dieser 1943 zum Militär eingezogen wurde, übernahm Maria Scheffold (1901–1990) die Schulleitung, die sie bis 1970 innehatte. Die im Ort stets „Fräulein Scheffold“ genannte Lehrerin, die auch noch nach ihrem Eintritt in den Ruhestand in einer der Lehrerwohnungen wohnen blieb, hat eine umfangreiche zweibändige Schulchronik verfasst.

### Entwicklung der Schule
Nach dem Bau der Schule waren die Schülerzahlen bald rückläufig, da die Einwohnerzahl in Grombach wegen der Abwanderung der Einwohner in die industrialisierten Städte des Umlandes sank. 1910 waren es 115 Schüler. Bis zum Ende des Ersten Weltkriegs stieg die Schülerzahl nochmals auf 147 an, fiel dann jedoch bis 1935 auf 77 Schüler ab.
1925 wurde nahe der Schule an der Stelle vormaliger landwirtschaftlicher Gebäude eine zweistöckige Kochschule errichtet, deren Räume auch von der Volksschule mitgenutzt wurden. Nach dem Zweiten Weltkrieg waren zeitweise Flüchtlinge im Dachboden der Schule einquartiert. Die Schule blieb nach 1945 selbstständige Volksschule. Wegen der vielen zugezogenen Flüchtlinge wurde im Schuljahr 1946 nochmals ein Rekordstand von 182 Schülern erreicht, in den Folgejahren sanken die Schülerzahlen wieder. 1966 waren 123 Schüler in acht Klassen, die gemeinsam in zwei Schulräumen unterrichtet wurden. Der Grombacher Generalbebauungsplan von 1960 sah zwar den Bau eines neuen Schulhauses mit angeschlossenem Sportzentrum vor, doch als nach der Schulreform von 1966 die Grombacher Schule zur Grundschule wurde, wodurch die Schüler der Klassen 5 bis 8 in die Hauptschule nach Kirchardt kamen, verblieben nur noch 62 Schüler der Klassen 1 bis 4, so dass ein Schulhausneubau nicht mehr nötig war. 1967/68 wurde das Schulhaus umfassend renoviert, wobei auch eine der Lehrerwohnungen im Obergeschoss in einen Unterrichtsraum umgewandelt wurde. Nachdem Maria Scheffold 1970 in den Ruhestand verabschiedet wurde, übernahm Leo Fischer die Schulleitung.
Im Schuljahr 1973/74 besuchten noch 57 Schüler die Schule. Zum Ende des Schuljahres wurde die Schule in Grombach als Außenstelle der Grund- und Hauptschule in Kirchardt angegliedert. 1984 wurde die Schule dann als Außenstelle Grombach der Grundschule Obergimpern/Grombach der Grund- und Hauptschule Bad Rappenau angegliedert und auch Schüler aus Obergimpern darin unterrichtet. 1987 sprachen sich Bürgerversammlungen in Grombach und Obergimpern dafür aus, in den beiden Rappenauer Stadtteilen wieder eigene Schulen einzurichten. Wegen der geringen Schülerzahl fand zunächst noch kombinierter Unterricht statt, bevor im Schuljahr 1990/91 im Grombacher Schulhaus 52 Schüler nur noch aus Grombach unterrichtet wurden.
1991 wurde die Schule als Grundschule Bad Rappenau-Grombach wieder zur selbstständigen Grundschule erhoben. Das Schulhaus wurde aus diesem Anlass umfassend saniert, wobei auch die nach dem Tod von „Fräulein Scheffold“ freigewordene letzte verbliebene Lehrerwohnung im Obergeschoss in einen Klassenraum umgewandelt wurde. Zur Schulleiterin wurde Carmen Göllner (* 1953), die schon seit 1987 in Grombach lebte, aber bis 1991 noch an einer Schule in Leingarten unterrichtet hatte. Im Schuljahr 2009/10 besuchten 53 Schüler die Schule.

## Beschreibung
Das Schulhaus in Grombach ist ein massiver zweistöckiger Bau mit Eckquaderung und Walmdach. Die nach Süden zur Ortsstraße gelegene Hauptfassade hat neun Achsen. Das Portal befindet sich in dem von einem Dreiecksgiebel bekrönten Mittelrisaliten. An der Westfassade sind zwei Keramikreliefs angebracht, die die germanischen Götter Wodan und Freya zeigen. Die Reliefs fertigte Friedrich Weier in Karlsruhe 1888.